# Beta Equulei
Beta Equulei (β Equ / 10 Equulei / HD 203562) es una estrella en la constelación de Equuleus.
Pese a su denominación de Bayer «Beta», es solo la cuarta estrella más brillante en la constelación con magnitud aparente +5,16; es superada en brillo por Kitalpha (α Equulei), δ Equulei y γ Equulei.
Se encuentra a 329 años luz del sistema solar. 
Beta Equulei es una estrella blanca de la secuencia principal de tipo espectral A3V con una temperatura superficial aproximada de 9000 K.
Su luminosidad es 75 veces mayor que la luminosidad solar y tiene una masa entre 2,4 y 2,5 masas solares.
Con un radio 3,6 veces más grande que el del Sol, gira sobre sí misma con una velocidad de rotación proyectada de 49 km/s, implicando un período de rotación inferior a 4 días.
Con una edad en torno a los 600 millones de años, está próxima a finalizar su etapa como estrella de la secuencia principal.
Al igual que Vega (α Lyrae) o Fomalhaut (α Piscis Austrini), Beta Equulei está rodeada por un disco circunestelar de polvo, que puede ser el indicio de un posible sistema planetario.
Varias estrellas tenues —entre magnitud 11,6 y 13,6— se localizan visualmente a una separación comprendida entre 30 y 90 segundos de arco de Beta Equulei. Ninguna de ellas está físicamente vinculada con ella, siendo solo compañeras ópticas.